# Augusto de Brunswick-Luneburgo
El duque Augusto de Brunswick-Luneburgo, llamado el Joven (Dannenberg, 10 de abril de 1579-Wolfenbüttel, 17 de septiembre de 1666), fue un príncipe alemán de la Casa de los Welfos y duque de Brunswick-Lüneburg.

## Biografía

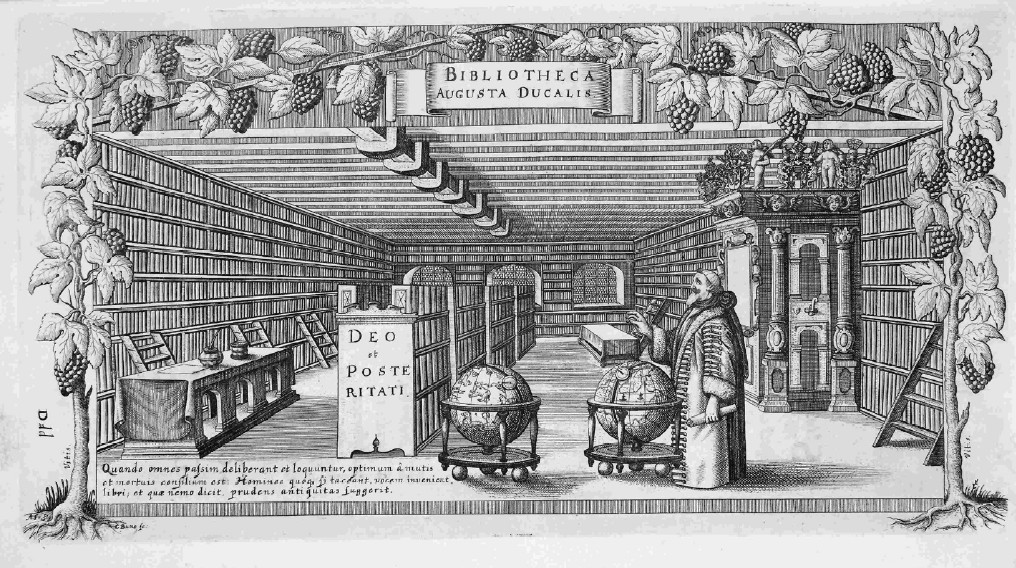
Augusto en su biblioteca, grabado por Conrad Buno, c. 1650.

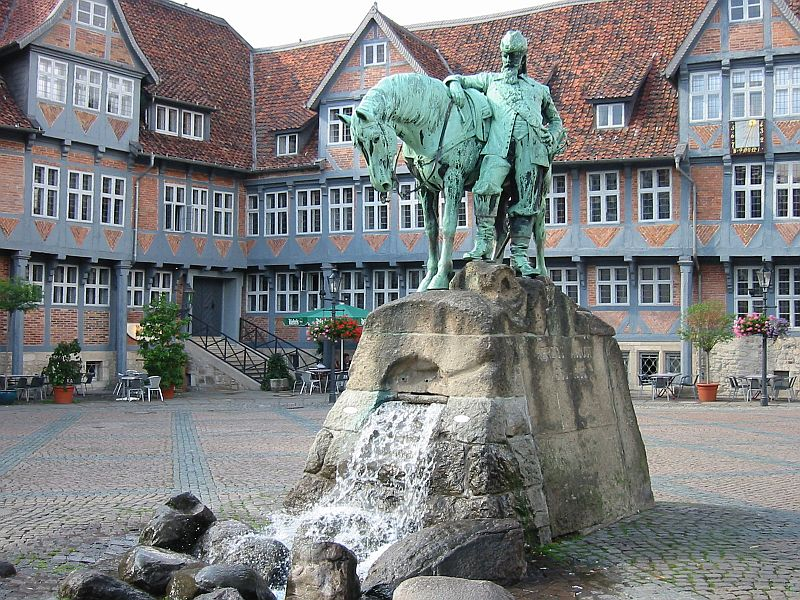
Estatua del Duque Augusto en la plaza del mercado de Wolfenbüttel.

Augusto era  hijo de Enrique de Brunswick-Dannenberg.
Después de complicadas negociaciones con su familia, y gracias a la intervención del emperador Fernando II del Sacro Imperio Romano Germánico, se le establece como heredero de Brunswick-Wolfenbüttel, cuyo último gobernante fue su tío Federico Ulrico de Brunswick-Wolfenbüttel (1591-1634) quien había fallecido en 1634. Su traslado a la nueva residencia se ve retrasado a causa de la Guerra de los treinta años (1618-1648), y recién puede instalarse en 1644. Augusto consagra su reinado a reparar los daños ocasionados por la guerra e instituye numerosas e innovadoras iniciativas de gobierno como la Biblioteca Augusta en Wolfenbüttel. Bajo el seudónimo de Gustavus Selenus escribe entre otros un libro sobre ajedrez en 1616 y tradujo la rithmomachia de Francesco Barozzi.

## Matrimonio y descendencia
En 1607 contrae matrimonio con Clara María de Pomerania (†1623), (hija del duque Bogislao XIII de Pomerania).
Viudo, se casa con Dorotea de Anhalt-Zerbst (†1634), (hija del príncipe Rodolfo de Anhalt-Zerbst). De esta unión nacieron los siguientes hijos:
- Enrique (1625-1627)
- Rodolfo Augusto (1627-1704), casado en 1650 con Cristina von Barby (1634-1681), hija del conde Alberto Barby. Viudo, se casa en 1681 con Rosine Menthe (1663-1701).
- Sibila (1629-1671), casada en 1663 con el duque Cristián de Schleswig-Holstein-Glücksburg (†1682)
- Clara Augusta (25 de junio de 1632, † 6 de octubre de 1700) casada el 7 de junio de 1653 con el duque Federico de Württemberg-Neuenstadt  (19 de diciembre de 1615 † 24 de marzo de 1682)
- Antonio Ulrico (1633-1714), casado en 1656 con Isabel de Schleswig-Holstein-Sonderburg-Norburg (†1729), hija de Federico de Schleswig-Holstein-Sonderburg-Norburg.

Nuevamente viudo contrae terceras nupcias con Isabel Sofía de Mecklemburgo (†1676). Con ella tiene otros tres hijos:
- Fernando Alberto I, duque de Brunswick-Lüneburg, duque de Brunswick-Bevern.
- Isabel (1638-1687), en 1663 se casa en primeras nupcias con el Duque Adolfo Guillermo de Sajonia-Eisenach, en 1676 se casó en segundas nupcias con el Duque Alberto V de Sajonia-Coburgo.
- Cristian (1639-1639)

Hijos ilegítimos de Anna zu Schoern:
- Cornelius (1595-?)
- Sibila (1597-1660), casada con Ulrich zu Schimmern

## Ancestros
|  |                                                     |  |  |  |  |  |  |  |  |  |  |  |  |  |  |  |
|  | 4. Duque Ernesto I de Brunswick-Luneburgo           |  |  |  |  |  |  |  |  |  |  |  |  |  |  |  |
|  |                                                     |  |  |  |  |  |  |  |  |  |  |  |  |  |  |  |
|  |                                                     |  |  |  |  |  |  |  |  |  |  |  |  |  |  |  |
|  | 2. Duque Enrique de Brunswick-Dannenberg            |  |  |  |  |  |  |  |  |  |  |  |  |  |  |  |
|  |                                                     |  |  |  |  |  |  |  |  |  |  |  |  |  |  |  |
|  |                                                     |  |  |  |  |  |  |  |  |  |  |  |  |  |  |  |
|  | 5. Sofía de Mecklenburgo-Schwerin                   |  |  |  |  |  |  |  |  |  |  |  |  |  |  |  |
|  |                                                     |  |  |  |  |  |  |  |  |  |  |  |  |  |  |  |
|  |                                                     |  |  |  |  |  |  |  |  |  |  |  |  |  |  |  |
|  | 1. Duque Augusto de Brunswick-Luneburgo             |  |  |  |  |  |  |  |  |  |  |  |  |  |  |  |
|  |                                                     |  |  |  |  |  |  |  |  |  |  |  |  |  |  |  |
|  |                                                     |  |  |  |  |  |  |  |  |  |  |  |  |  |  |  |
|  | 6. Duque Francisco I de Sajonia-Lauenburg-Ratzeburg |  |  |  |  |  |  |  |  |  |  |  |  |  |  |  |
|  |                                                     |  |  |  |  |  |  |  |  |  |  |  |  |  |  |  |
|  |                                                     |  |  |  |  |  |  |  |  |  |  |  |  |  |  |  |
|  | 3. Úrsula de Sajonia-Lauenburg-Ratzeburg            |  |  |  |  |  |  |  |  |  |  |  |  |  |  |  |
|  |                                                     |  |  |  |  |  |  |  |  |  |  |  |  |  |  |  |
|  |                                                     |  |  |  |  |  |  |  |  |  |  |  |  |  |  |  |
|  | 7. Sibila de Sajonia                                |  |  |  |  |  |  |  |  |  |  |  |  |  |  |  |
|  |                                                     |  |  |  |  |  |  |  |  |  |  |  |  |  |  |  |
|  |                                                     |  |  |  |  |  |  |  |  |  |  |  |  |  |  |  |